# PAE Kerkyra
PAE Kerkyra (Grieks: Ποδοσφαιρική Αθλητική Ένωση Κέρκυρα, Podosfairiki Athlitiki Enosi Kerkyra; is een voetbalclub uit Kerkyra (Corfu), een stad in Griekenland. PAE Kerkyra is opgericht in 2013 door een fusie tussen eilandgenoten AO Kassiopi en AO Kerkyra. Thuiswedstrijden speelt PAE Kerkyra in het Ethniko Stadio Kerkyras, waar 5000 mensen toe kunnen kijken. Huidig voorzitter en tevens eigenaar van de club is Charis Koutsouris. De trainer is Michalis Grigoriou. De clubkleuren zijn rood en blauw. In 2014 promoveerde de club naar de Alpha Ethniki.

## Bekende spelers
- Anestis Anastasiadis
- Fangio Buyse
- Denis Epstein
- Mario Galinović
- Christos Kalantzis
- Tümer Metin
- Yannick Vervalle
- Mikael Yourassowsky
- Youri de Winter